# Barcsay család
A nagybarcsai nemes és báró Barcsay család Erdély egyik legrégebbi családja.

## Története
A XIII. században élt Ivancha az első ismert őse a Barcsayaknak. Unokája, Sumurakus 1310–1315 körül élt, Károly Róbert királytól Oláhrákos, Felkenyér, Bászárkos és Pián községek birtokát kapta királyi adományként. Fiait már nobiles de Barcha néven említik. A család 1408-tól kezdve használja rendszeresen a Barcsay nevet. Barcsa községet Petrény, Árkos és Prázsmár településekkel együtt V. Istvántól kapták adományba. János az 1462-es törökök elleni háborúban harcolt, vitézségéért Mátyás királytól újabb birtokokat kapott. A család később további birtokokra tett szert, így Erdély egyik legnagyobb birtokosai lettek a Barcsayak, és a politikai életben is szerepeltek. Legmagasabb politikai hatalomra Ákos jutott, aki a fejedelmi székbe került. A családból János és Gergely 1742-ben bárói címet kaptak, de ezek a bárói ágak hamarosan ki is haltak.

## Jelentősebb családtagok
- Barcsay Ákos (1619–1661) kamarásmester, lugosi és karánsebesi bán, Hunyad vármegye főispánja, erdélyi fejedelem
- Barcsay Ábrahám (1742–1806) költő, a bécsi magyar testőrség tagja, ezredes
- Barcsay Domokos (1848–1913) politikus, a főrendiház tagja
- Barcsay Jenő (1900–1988) festő, grafikus
- Barcsay József (1840–1900) kiváló katona, a főrendiház tagja, császári és királyi kamarás
- Barcsay Kálmán (1839–1903) Hunyad vármegye alispánja, majd főispánja, szabadelvű politikus
- Barcsay László (1772–1810) színműfordító, Hunyad vármegye főbírája, császári és királyi kamarás

## Címer
A nemesi címer leírása:
...kék paizsban arany koronán nyilvesszővel átlőtt kar görbe kardot taret; sisakdisz: a kar; takarók: kék-vörös.
A bárói címer:
...kék paizsban arany koronán két fekete sasszárny között nyugvó vörös ruhás s nyíllal átlőtt kar kardot tart, melynek hegyére törökfej van szúrva; zárt sisak; sisakdisz: a két sasszárny között a kar; takarók: nincsenek.